# Anemonoides blanda
Anemonoides blanda (Schott & Kotschy) Holub è una pianta bulbosa appartenente alla famiglia delle Ranunculacee.

## Descrizione
La pianta ha un bulbo irregolare e nero, le foglie sono verdi, mentre i fiori sono di colore rosa, bianco e blu.
Cresce fino a 10/15cm. Appare presto in primavera, fiorisce da febbraio ad aprile. Le foglie sono verdi, poche basali e alcune poste su steli eretti.  Arrotondate, provviste di 3/5 lobi, più o meno profondamente incise, raggruppate di tre in volta. 

## Galleria d'immagini

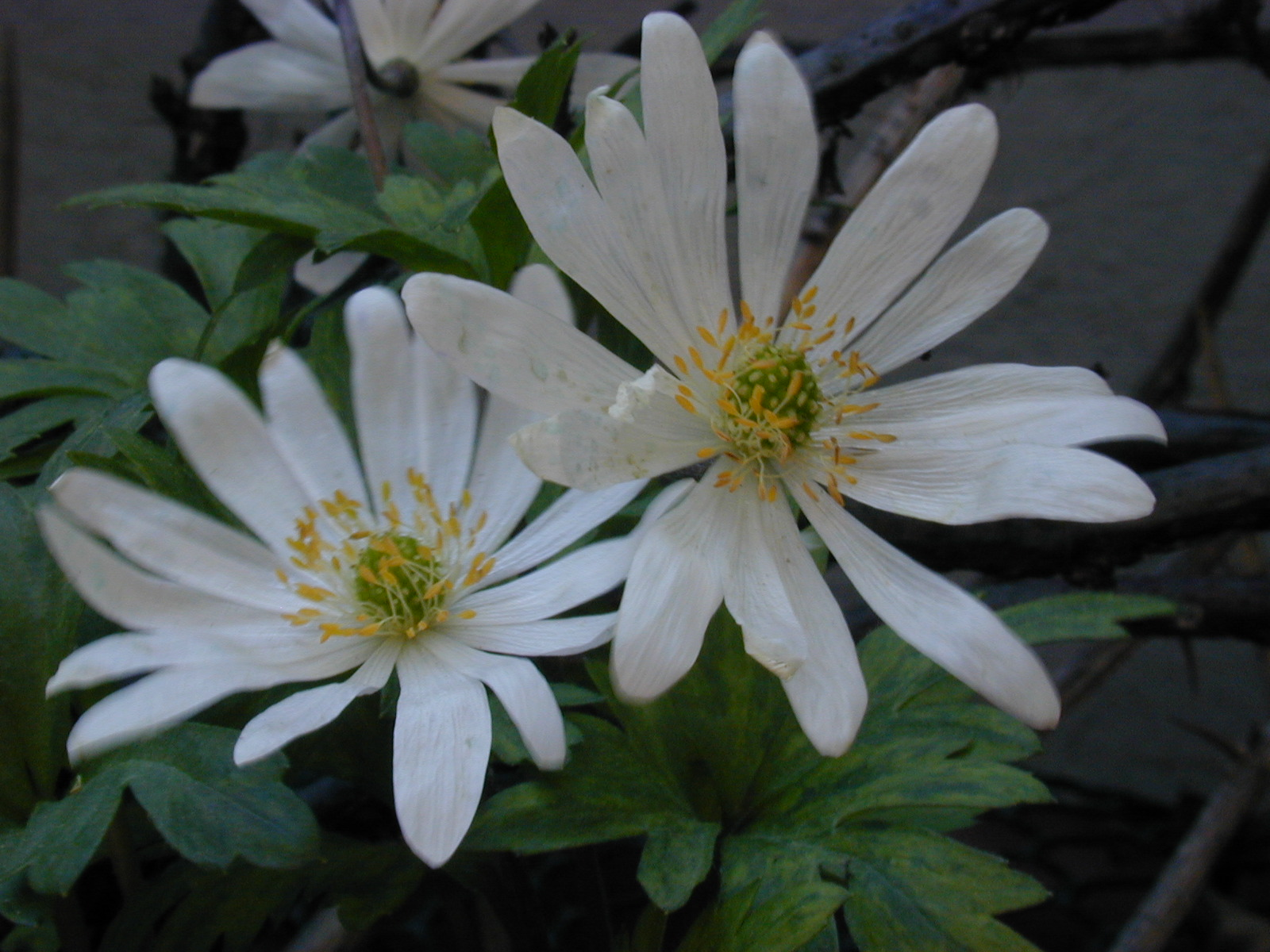
Cultivar bianco
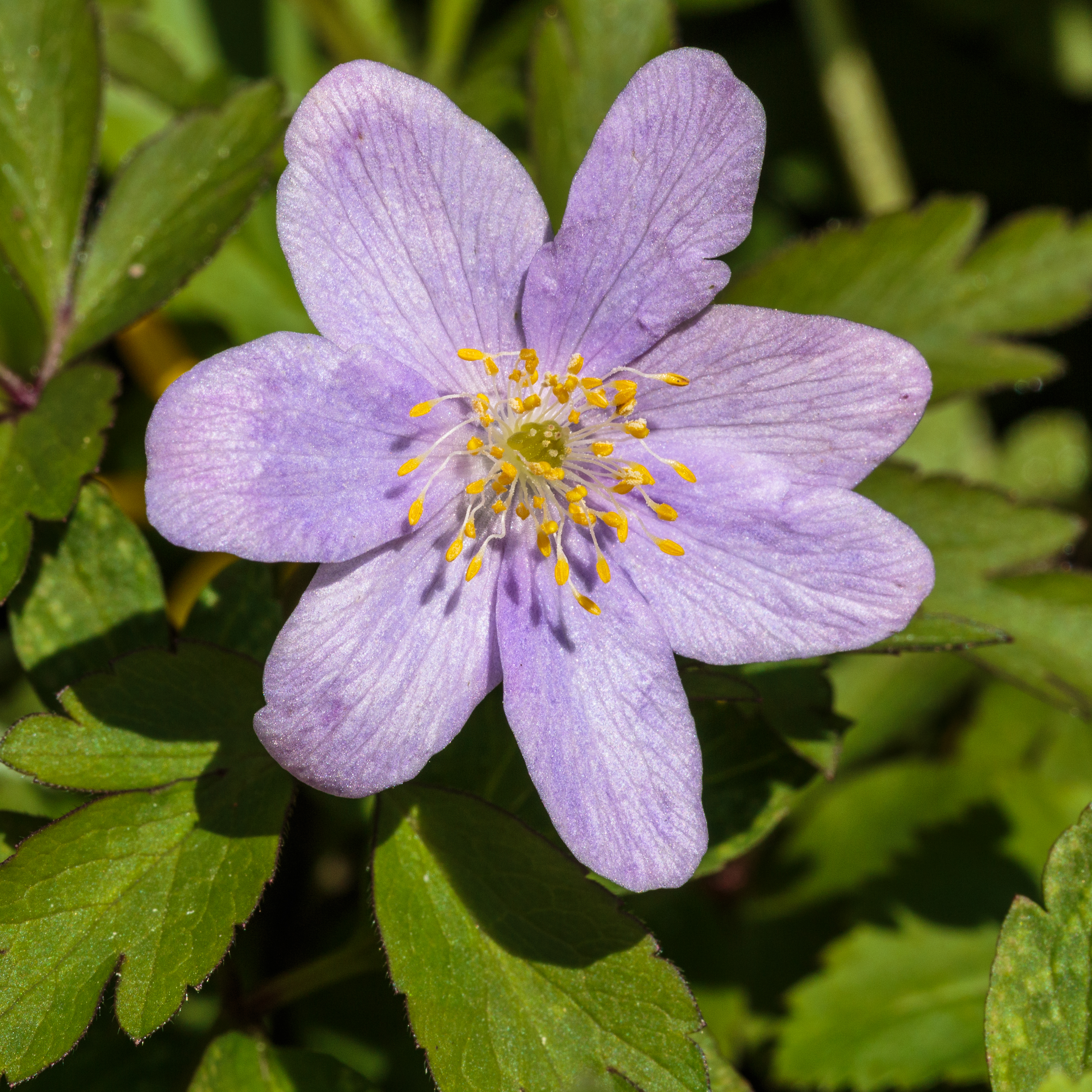
Cultivar rosa
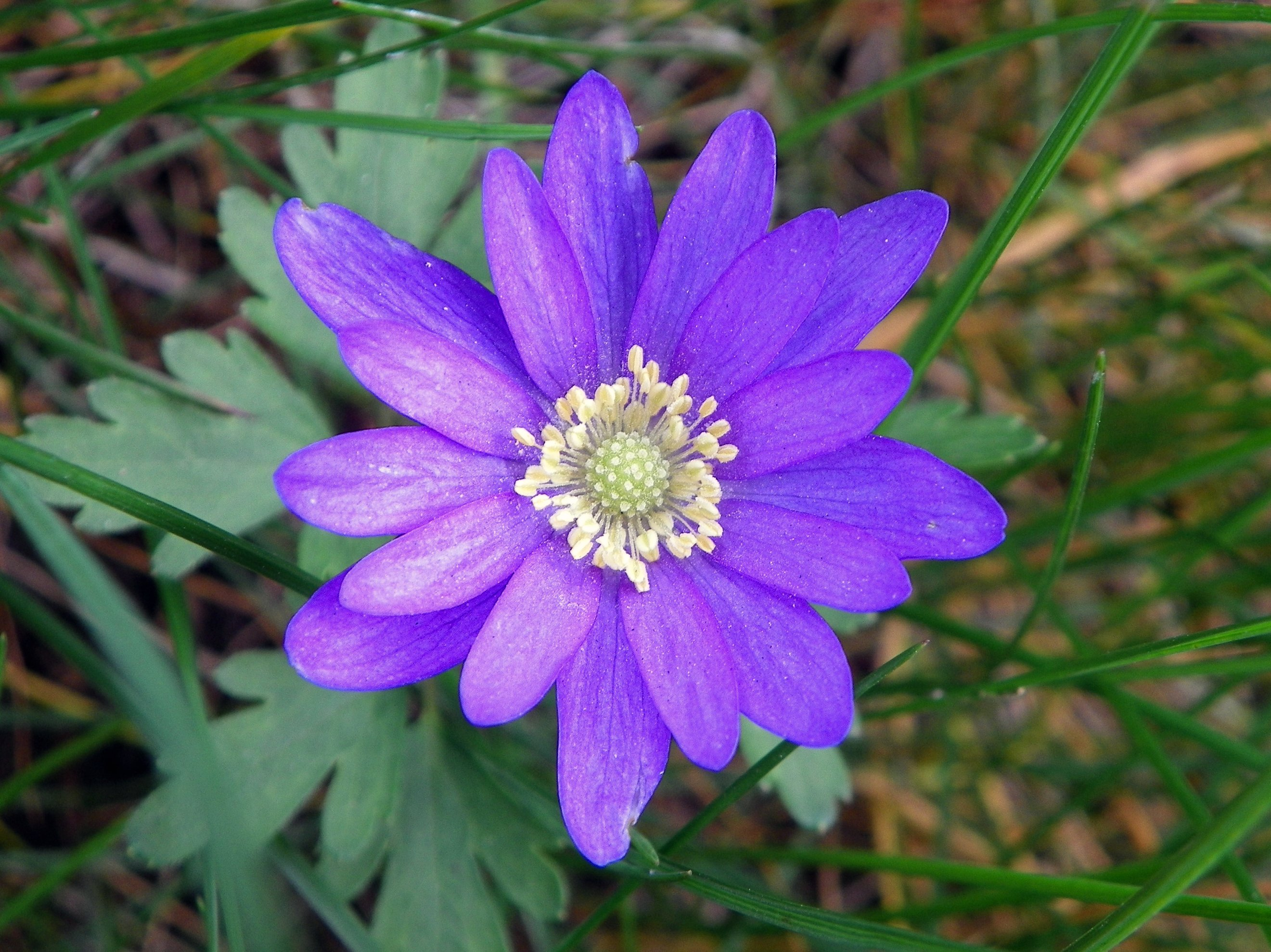
Cultivar blu